# Miss Brasil 2009
Miss Brasil 2009 foi a 55ª edição do tradicional concurso de beleza feminino de Miss Brasil, válido para a disputa de Miss Universo 2009. Esta edição foi realizada no dia nove de maio  no espaço de eventos "Memorial da América Latina" no estado de São Paulo. A gaúcha eleita Miss Brasil 2008, Natálya Anderle coroou Larissa Costa do Rio Grande do Norte  ao fim da competição. O concurso foi transmitido pela Band, sob a apresentação da Miss Brasil 1997 Nayla Micherif e da Miss Brasil 1999 Renata Fan. O evento ainda contou com as atrações musicais embaladas por Jorge Aragão  e a presença ilustre da Miss Universo 2008, a venezuelana Dayana Mendoza.

## Resultados

### Colocações
| Posição                 | Estado e Candidata |
| ----------------------- | --- |
| Vencedora               | - Rio Grande do Norte - Larissa Costa |
| 2º. Lugar               | - Minas Gerais - Rayanne Morais |
| 3º. Lugar               | - Distrito Federal - Denise Aliceral |
| 4º. Lugar               | - Pará - Rayana Brêda |
| 5º. Lugar               | - Ceará - Khrisley Karlen |
| (TOP 10) Semifinalistas | - Bahia - Paloma Vega - Paraná - Karine Martins - Rio de Janeiro - Fernanda Gomes - Rio Grande do Sul - Bruna Felisberto - Santa Catarina - Francine Arruda |
| (TOP 15) Semifinalistas | - Espírito Santo - Bianca Lopes - Goiás - Anielly Barros - Mato Grosso do Sul - Pilar Velásquez - Paraíba - Flora Meira - São Paulo - Sílvia Novais         |

### Prêmios especiais
A candidata mais votada pelo site do concurso garantiu vaga no Top 15:
| Prêmio              | Estado e Candidata                |
| ------------------- | --------------------------------- |
| Miss Simpatia       | - Pernambuco - Isabela Nascimento |
| Miss Voto Popular   | - Minas Gerais - Rayanne Morais   |
| Melhor Traje Típico | - Minas Gerais - Rayanne Morais   |

## Resposta Final
Questionada pela pergunta final sobre qual a lição mais importante que já aprendeu e quem a ensinou, a vencedora respondeu:
| “ | Boa noite senhores jurados, boa noite a todos os presentes, ao nosso Brasil e ao meu Rio Grande do Norte uma boa noite. Minha família me ensinou muitas lições que eu levarei para o resto da minha vida, fundamentais para a formação de qualquer cidadão. Mas eu posso citar uma aqui que foi o meu avô que me ensinou, ele já faleceu inclusive, desculpa. Eu fui uma vez à escola e pedi dinheiro a ele, emprestado, e ele me perguntou se eu queria dinheiro emprestado ou queria dinheiro dado. Porque emprestado eu teria que pagar a ele, e dado eu não precisaria pagar. E isso foi muito importante para a consolidação da honestidade em minha vida. Obrigada. | ” |

Larissa Costa, Miss Rio Grande do Norte 2009

## Jurados
Ajudaram a eleger a campeã:
1. Luíza Brunet, modelo e atriz;
2. Deise Nunes, Miss Brasil 1986;
3. Cristiana Arcangeli, empresária;
4. Cláudia Matarazzo, empresária;
5. Marco Antonio de Biaggi, hair stylist;
6. Leandro Scornavacca, vocalista da banda KLB;
7. Boanerges Gaeta, diretor executivo do Miss Brasil;
8. Marcelo Tas, apresentador do programa CQC;
9. Jacqueline Meirelles, Miss Brasil 1987;
10. Juliana Zandomênico, jornalista;
11. Fernando Dias, empresário;
12. Paulo Barros, carnavalesco.
13. Ricardo Vieira, joalheiro;

## Candidatas
Disputaram o título este ano:
| - Acre - Elkar Portela de Almeida - Alagoas - Kamyla Brandão Loureiro Moura - Amapá - Enyellen Campos Salles - Amazonas - Cecília Maria Alves Stadler - Bahia - Paloma Garzedim Vega - Ceará - Khrisley Karlen Gonçalves da Silva - Distrito Federal - Denise Ribeiro Aliceral - Espírito Santo - Bianca Lopes Gava - Goiás - Anielly Campos Barros - Maranhão - Thaís dos Santos Portela - Mato Grosso - Mônica Huppes - Mato Grosso do Sul - Pilar Velásquez - Minas Gerais - Rayanne Fernanda de Morais - Pará - Rayana de Carvalho Brêda | - Paraíba - Flora Alexandre Meira - Paraná - Karine Martins de Souza - Pernambuco - Isabela dos Santos Nascimento - Piauí - Francisca Vanessa Barros da Costa - Rio de Janeiro - Fernanda Gomes - Rio Grande do Norte - Larissa Costa Silva de Oliveira - Rio Grande do Sul - Bruna Gabriele Felisberto - Rondônia - Lorena Garcia Mendonça - Roraima - Ana Luiza de Oliveira Pinto - Santa Catarina - Francine Arruda - São Paulo - Sílvia Novais Silva - Sergipe - Luna Clayane Meneses da Silva - Tocantins - Natália Araújo Bichuete |

## Repercussão

### Substituições
- Maranhão - Louisse Freire ► Thaís Portela
- Tocantins - Priscila Nascimento ► Natália Bichuete

### Audiência
De acordo com os dados consolidados do Ibope, a audiência média do Miss Brasil deste ano na Grande São Paulo (referência para as decisões do mercado publicitário brasileiro) foi de 5 pontos, o que deixou a Band na terceira colocação geral atrás somente da Rede Globo e da Rede Record. Em alguns momentos, a transmissão do concurso deixou a emissora em segundo lugar, o que rendeu picos de 7 pontos. Em comparação ao ano anterior (média de 4.3), houve um crescimento discreto na média consolidada da transmissão do concurso na capital paulista: 0.7%. Não há dados sobre a audiência do concurso em outras praças e cada ponto equivale a 60 mil domicílios assistindo ao certame.